# Coupe d'Asie des vainqueurs de coupe de football 1996-1997
Navigation
Édition précédente Édition suivante
La Coupe d'Asie des vainqueurs de coupe 1996-1997 est la septième édition de la Coupe d'Asie des vainqueurs de coupe de football, compétition organisée par l'AFC. Elle oppose les vainqueurs des Coupes nationales des pays asiatiques lors de rencontres disputées en matchs aller-retour, à élimination directe.
Cette saison voit le sacre du club saoudien d'Al-Hilal FC qui bat les Japonais de Nagoya Grampus Eight lors de la finale disputée à Riyad, en Arabie saoudite. C'est la première Coupe des Coupes et le deuxième succès en Coupe d'Asie pour le club, déjà vainqueur de la Coupe d'Asie des clubs champions 1991. Al-Hilal devient le premier club d'Asie à avoir remporté les deux titres continentaux.

## Résultats

### Premier tour

#### Asie de l'Ouest
| Équipe 1                   | Résultat      | Équipe 2                    | Aller | Retour |
| -------------------------- | ------------- | --------------------------- | ----- | ------ |
| Navbahor Namangan          | 6e - 6        | Al Qowa Al Jawia Bagdad     | 4 - 1 | 2 - 5  |
| Pakhtakor Dzhabarrasulovsk | 1 - 5         | FC Semetei Kyzyl-Kiya       | 0 - 2 | 1 - 3  |
| Turan Dashoguz             | 1 - 5         | FC Ordabasy Chymkent        | 0 - 0 | 1 - 5  |
| Al-Hilal FC                | -             | Al Qadisiya Bahreïn forfait | -     | -      |
| Al Arabi Koweït            | 1 - 1 3-0 tab | Al-Ansar Club               | 0 - 1 | 1 - 0  |
| Baniyas SC                 | 3 - 4         | Al Ittihad Doha             | 3 - 3 | 0 - 1  |

#### Asie de l'Est
| Équipe 1      | Résultat | Équipe 2               | Aller | Retour |
| ------------- | -------- | ---------------------- | ----- | ------ |
| Club Valencia | 1 - 0    | Old Benedictines       | 1 - 0 | -      |
| Mohammedan SC | 12 - 1   | Electricity of Laos FC | 8 - 0 | 4 - 1  |
| Pahang FA     | 1 - 5    | Bandung Raya           | 0 - 1 | 1 - 4  |
| Hai Phong FC  | -        | GD Lam Pak forfait     | -     | -      |

### Huitièmes de finale

#### Asie de l'Ouest
| Équipe 1              | Résultat | Équipe 2             | Aller | Retour |
| --------------------- | -------- | -------------------- | ----- | ------ |
| Esteghlal Teheran     | 4e - 4   | Navbahor Namangan    | 3 - 0 | 1 - 4  |
| FC Semetei Kyzyl-Kiya | 3 - 7    | FC Ordabasy Chymkent | 1 - 0 | 2 - 7  |
| Al-Hilal FC           | 7 - 0    | Al Arabi Koweït      | 6 - 0 | 1 - 0  |
| Al Ittihad Doha       | 4 - 4e   | Al Nasr Salalah      | 3 - 2 | 1 - 2  |

#### Asie de l'Est
| Équipe 1               | Résultat | Équipe 2             | Aller | Retour |
| ---------------------- | -------- | -------------------- | ----- | ------ |
| Ulsan Hyundai Horang-i | 8 - 1    | Mohammedan SC        | 5 - 0 | 3 - 1  |
| 'Bellmare HiratsukaT'  | 7 - 0    | Club Valencia        | 7 - 0 | -      |
| Bandung Raya           | 1 - 5    | South China AA       | 1 - 1 | 0 - 4  |
| Hai Phong FC           | 1 - 4    | Nagoya Grampus Eight | 1 - 1 | 0 - 3  |

### Quarts de finale

#### Asie de l'Ouest
| Équipe 1          | Résultat | Équipe 2             | Aller | Retour |
| ----------------- | -------- | -------------------- | ----- | ------ |
| Esteghlal Teheran | 1 - 0    | FC Ordabasy Chymkent | 0 - 0 | 1 - 0  |
| Al Nasr Salalah   | 0 - 5    | Al-Hilal FC          | 0 - 5 | -      |

#### Asie de l'Est
| Équipe 1             | Résultat | Équipe 2               | Aller | Retour |
| -------------------- | -------- | ---------------------- | ----- | ------ |
| Bellmare HiratsukaT  | 1 - 2    | Ulsan Hyundai Horang-i | 1 - 0 | 0 - 2  |
| Nagoya Grampus Eight | 4 - 2    | South China AA         | 2 - 0 | 2 - 2  |

### Phase finale
L'ensemble des rencontres est disputé à Riyad, en Arabie saoudite du 24 au 26 novembre 1997.

#### Demi-finales
| Équipe 1               | Résultat      | Équipe 2             |
| ---------------------- | ------------- | -------------------- |
| Al-Hilal FC            | 0 - 0 5-4 tab | Esteghlal Teheran    |
| Ulsan Hyundai Horang-i | 0 - 5         | Nagoya Grampus Eight |

#### Match pour la3eplace
| Équipe 1               | Résultat | Équipe 2          |
| ---------------------- | -------- | ----------------- |
| Ulsan Hyundai Horang-i | 1 - 0    | Esteghlal Teheran |

#### Finale
| 26 novembre 1997 | Al-Hilal FC                                 | 3 - 1 | Nagoya Grampus Eight | Stade international du Roi-Fahd, Riyad |  |
|                  | al-Jaber 16e · al-Thuniyan 75e · Bassir 82e |       | Nakanishi 27e        |                                        |  |